# Classe Regina Maria Pia
Le pirofregate corazzate della classe Regina Maria Pia sono state delle unità della Regia Marina costruite tra il 1861 ed il 1863 in quattro esemplari.

## Progetto
Le navi vennero costruite nell'ambito del programma di riarmo navale propugnato da Camillo Benso conte di Cavour per la Regia Marina del dopo unità d'Italia, ma la loro costruzione venne effettuata all'estero, in parte perché i cantieri italiani non possedevano ancora le tecnologie necessarie, in parte per la contemporaneità di costruzione originata dal programma che prevedeva ben 12 navi corazzate da schierare.

## Caratteristiche
Le navi avevano una corazzatura completa di 120mm di spessore ed un ridotto centrale, mentre l'armamento era disposto tradizionalmente in bordata lungo le fiancate. Nonostante la propulsione fosse ad elica, con la forza motrice prodotta da 6 caldaie a vapore per complessivi 2500 SHP, erano previsti anche tre alberi, uno a vele quadre e due a vele auriche per la navigazione a vela. Le navi, con artiglierie principali disposte in batteria lungo le fiancate e i soli pezzi da 72 libbre posti in caccia, erano anche dotate di uno sperone da 3 metri in ferro fuso applicato a prora e poppa rientrante. Erano unità a ponte raso, cioè nessuna sovrastruttura era presente sulla coperta. Questa classe non presentava alcuna caratteristica innovativa, analogamente alle altre classi fatte costruire durante il riarmo, eccettuato l'Affondatore.

## Servizio
Tutte le unità furono schierate durante la battaglia di Lissa.

### Regina Maria Pia
La Regina Maria Pia partecipò alla battaglia di Lissa, nella Squadra di Battaglia - Navi corazzate dell'ammiraglio Persano, inquadrata nella 3ª Divisione comandata dal capitano di vascello Augusto Riboty.
La nave rimase in servizio per quarant'anni, partecipando anche ad operazioni coloniali.

### San Martino
La San Martino partecipò alla battaglia di Lissa, nella Squadra di Battaglia - Navi corazzate dell'ammiraglio Persano, inquadrata insieme alla Fregata corazzata ad elica Palestro e alla pirofregata corazzata ad elica di 1° rango Re d'Italia nella 2ª Divisione comandata dal capitano di vascello Emilio Faà di Bruno.

### Ancona
La Ancona partecipò alla battaglia di Lissa, nella Squadra di Battaglia - Navi corazzate dell'ammiraglio Persano, inquadrata insieme alla Fregata corazzata ad elica Principe di Carignano e alla pirofregata corazzata Castelfidardo nella 1ª Divisione comandata dal contrammiraglio Giovanni Vacca, che impedì a due navi della sua divisione di portarsi a prestare assistenza alle unità della 2ª e 3ª divisione impegnate contro gli austroungarici. Il suo nome deriva da un episodio del Risorgimento italiano, che vide i bersaglieri occupare la città il 29 settembre 1860, dopo la sconfitta delle truppe pontificie nella battaglia di Castelfidardo.

### Castelfidardo
La Castelfidardo partecipò alla battaglia di Lissa, nella Squadra di Battaglia - Navi corazzate dell'ammiraglio Persano, inquadrata insieme alla Fregata corazzata ad elica Principe di Carignano e alla pirofregata corazzata Ancona nella 1ª Divisione comandata dal contrammiraglio Giovanni Vacca. Il suo nome deriva da un episodio del Risorgimento italiano, la battaglia di Castelfidardo.